# Ophiura lymani
Ophiura lymani is een slangster uit de familie Ophiuridae.
De wetenschappelijke naam van de soort werd in 1871 gepubliceerd door Axel Vilhelm Ljungman.